# Крістофер Льюїс (тенісист)
Крістофер Льюїс (англ. Christopher Lewis; нар. 2 квітня 1956) — колишній американський тенісист.
Найвищу одиночну позицію світового рейтингу — 140 місце досяг 31 грудня 1978 року.
Найвищим досягненням на турнірах Великого шолома був півфінал в змішаному парному розряді.

## Фінали Гран-прі за кар'єру

### Парний розряд: 1 (0–1)
| Результат | Дата                      | Турнір                          | Покриття | Партнер      | Суперник                    | Рахунок  |
| --------- | ------------------------- | ------------------------------- | -------- | ------------ | --------------------------- | -------- |
| Поразка   | New South Wales Open 1979 | Sydney International, Австралія | Трава    | Стів Дочерті | Пітер Макнамара Пол Макнамі | 6–7, 3–6 |